# Kamé Samuel
Kamé Winton Samuel (1926-1998) est un homme politique camerounais, proche collaborateur d’Ahmadou Ahidjo (1925-1989), le premier président de la République du Cameroun.
Secrétaire permanent à la défense nationale du Cameroun entre 1961 et 1985, Kamé Samuel est reconnu comme l’homme politique camerounais dont les réflexions théoriques, notamment sur le concept de « parti politique », ont le plus inspiré l’organisation institutionnelle de l’État du Cameroun et les choix idéologiques de l’Union camerounaise (UC) dans un premier temps (1960-1966), puis de l’Union nationale camerounaise (UNC) dans un deuxième temps (1966-1985), partis au pouvoir durant les 25 premières années d’indépendance du Cameroun,.

## Enfance et scolarité

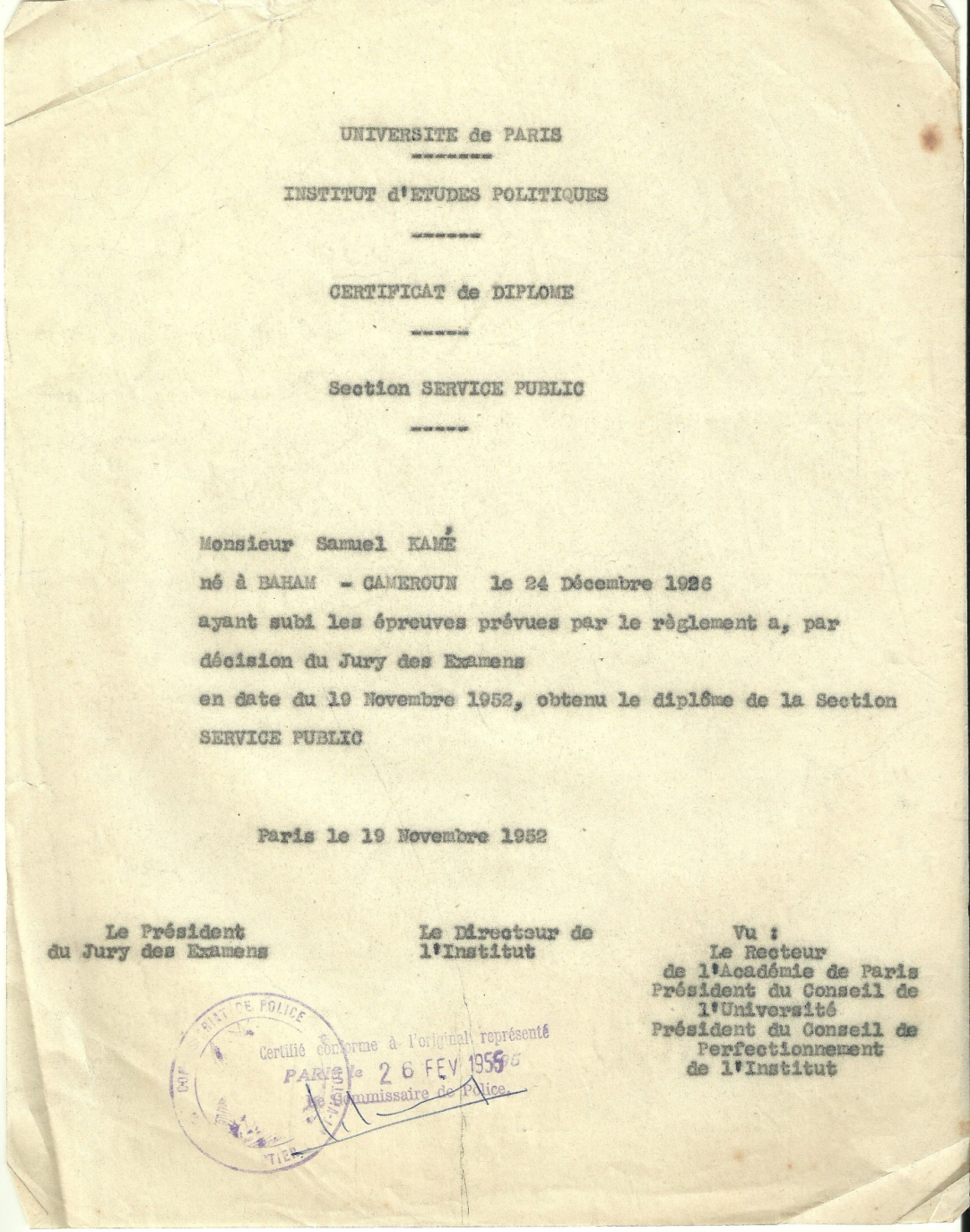
Certificat de diplôme de l’Institut d’études politiques (IEP) de Paris

Kamé Samuel est né le 24 décembre 1926 à Baham, une localité de la région de l’Ouest du Cameroun. Orphelin de son père en bas âge, il est élevé à la chefferie Baham par son oncle, le chef Max Kamwa. Kamé Samuel effectue ses études primaires élémentaires à l’École des fils de chefs de la région du Noun. En 1940, il obtient son Certificat d’études primaires élémentaires (CEPE), major de sa promotion. Après cette première scolarité effectuée à Bafoussam, Kamé Samuel intègre, sur concours, l’École primaire supérieure de l’administration de Yaoundé. Cet établissement est créé par l’administration coloniale française en 1921. Kamé Samuel y est inscrit dans la section « Administration générale ». Il en sort diplômé en 1942, major d’une promotion qui compte près de 80 élèves. Durant sa scolarité dans cet établissement (1940-1942), il fait la connaissance d’Ahmadou Ahidjo, le futur président de la République du Cameroun, entré dans cette école un an plus tôt dans la section « Radiotélégraphie ». Il y côtoie aussi une bonne partie de la future élite administrative et politique de l’État indépendant du Cameroun notamment Onana Awana Charles, Doumbe Moulongo Maurice, Chatap Émile Robert, Yadji Abdoulaye, Nissack Richard, Keutcha Jean, Sanda Oumarou, Tobie Kuoh Christian, Sadou Maïdadi, et Ango Ada.
En 1946, sur l’initiative du Haut-commissaire de la République française au Cameroun, Robert Delavignette, Kamé Samuel obtient une bourse du Territoire pour poursuivre ses études secondaires et supérieures en France. Il arrive en France au début de l’année 1947. Il est scolarisé au lycée d’État Carnot à Cannes. À la fin de l’année 1947, Kamé Samuel obtient la première partie de son baccalauréat. L’année d’après, il obtient la deuxième et dernière partie de son baccalauréat. Après l’obtention de son baccalauréat, Kamé Samuel présente avec succès le concours de l’Institut d'études politiques de Paris (IEP). C’est le premier Camerounais qui réussit ce concours. Il s’inscrit dans cet établissement en section « Service public ». Il en sort diplômé 4 ans plus tard le 19 novembre 1952.
Après sa scolarité à l’Institut des sciences politiques de la rue Saint Guillaume de Paris, Kamé Samuel s’inscrit en licence de droit à l’Université de Paris-Sorbonne. Il obtient son 1er certificat en droit public en 1954. En 1955, alors qu’il suit son 2e certificat de droit public, toujours à l’Université Paris-Sorbonne, il présente avec succès le concours du cycle B de l’École nationale de la France d'outre-mer (ENFOM). À cette époque, l’ENFOM n’a formé qu’une dizaine d’administrateurs africains sur les 1 800 administrateurs français en activité. Peu d’Africains disposent en effet au début des années 1950 des diplômes exigés au concours d’entrée à l’ENFOM. Kamé Samuel est le premier Camerounais à présenter avec succès ce concours où il est en compétition avec 55 Français métropolitains dont dix seulement sont admis avec lui.
Kamé Samuel commence sa scolarité à l’ENFOM le 3 novembre 1955. Au mois de juillet 1957, il obtient son brevet de sortie de l’ENFOM. Pendant qu’il est en formation à l’ENFOM, un décret du 14 mai 1956 crée dans cet établissement, d’une part, un cycle de perfectionnement des cadres supérieurs des Territoires d’Outre-mer, d’une durée de dix-huit mois, ouvert à des fonctionnaires autochtones sélectionnés par les Hauts-commissaires et les chefs de territoires, et d’autre part, un concours C réservé aux candidats appartenant aux Territoires d’Outre-mer. Il s’agit alors pour la France, d’accélérer la formation de cadres administratifs supérieurs autochtones dans la perspective de l’autonomie et de l’indépendance de ses colonies et des territoires sous son administration. Les élèves qui suivent ce cycle accéléré de formation sont nommés administrateurs par arrêté ministériel. Par ces deux nouvelles voies d’accès à l’ENFOM, 75 africains et malgaches deviennent administrateurs durant les années 1957 et 1958 qui sont les dernières années d’existence de cette école.

## Carrière administrative

### Débuts de carrière
Après sa sortie de l’École primaire supérieure de Yaoundé au mois de décembre 1942, Kamé Samuel est nommé le 1er janvier 1943 dans l’administration camerounaise comme écrivain-interprète stagiaire et affecté à la paierie de Yaoundé. Il est titularisé dans l’administration le 1er janvier 1945 et reclassé dans les cadres communs au grade de commis des services civils et financiers de 2e classe. Le 4 juin 1946 il est affecté à Édéa toujours comme écrivain-interprète.
Après la fin de sa formation à l’ENFOM au mois d’octobre 1957, Kamé Samuel est affecté comme administrateur en région Bamiléké au Cameroun. Le 23 octobre 1957, il est nommé par Pierre Messmer, Haut commissaire de la République française au Cameroun, 2e adjoint au chef de région Bamiléké avec résidence à Dschang. Sur l’ensemble du territoire à l’époque, c’est la fonction de commandement la plus élevée, occupée par un Camerounais. Il prend ses fonctions en région Bamiléké dans un contexte de développement important d’actes de violence d’inspiration politique. Opposé à ce qu'il nomme la « forme occidentale de démocratie », il défend un système politique reposant sur le pouvoir des chefs traditionnels.
Deux semaines après l’indépendance du Cameroun sous administration française, proclamée le 1er janvier 1960, Kamé Samuel est désigné, par décret du Premier ministre Ahmadou Ahidjo, membre du comité consultatif constitutionnel. Le 25 juillet 1960, Kamé Samuel est nommé, par décret présidentiel, inspecteur général des affaires administratives.
Le 11 février 1961, Kamé Samuel est nommé, par décret présidentiel, secrétaire permanent du conseil supérieur de la défense nationale, président du comité technique de la défense nationale. Kamé Samuel conserve cette fonction jusqu’à sa retraite professionnelle dans la 2e moitié des années 1980. Dans ses fonctions de secrétaire permanent du conseil supérieur de la défense nationale, président du comité technique de la défense nationale, Kamé Samuel prône la conquête de la souveraineté nationale dans la politique de sécurité. Pour ce faire il considère que le Cameroun doit : compter autant que faire se peut sur ses propres moyens (organisation politique et Forces armées) pour combattre le terrorisme à l’intérieur et garantir sa sécurité extérieure ; consolider ses structures administratives, économiques, politiques et civiques ; et consolider sa structure militaire sans augmenter ses dépenses militaires.
Il recommande, pour la défense intérieure du territoire, la constitution d’unités territoriales de la gendarmerie et de l’armée ainsi que des unités civiles régionales à mobiliser en cas de besoin. Dans un contexte où, à l’époque, la gendarmerie nationale camerounaise est commandée par le lieutenant-colonel Aurousseau ; l’Armée de terre par le lieutenant-colonel Gaillet ; la Marine basée à Douala par l’enseigne de vaisseau Hubert ; l’Armée de l’air par le commandant Jeguou ; et l’École militaire interarmes par le capitaine Baron Louis ; Kamé Samuel souhaite que la camerounisation des commandements se fasse de façon accélérée mais sans préjudice de la qualité des Forces armées en matière de technique et de discipline. À ce sujet, il considère qu’aucun emploi ne doit être confié à un membre de l’assistance technique s’il existe un Camerounais susceptible de l’occuper valablement. Dans le cas où l’assistance technique est nécessaire, il recommande de prévoir un adjoint camerounais qui occupera la fonction après le départ du militaire étranger. Pour lui, les fonctions de direction ou de responsabilité dans l’armée, la gendarmerie et la police ne doivent être confiées à l’assistance technique étrangère qu’à titre exceptionnel et momentané, et uniquement dans les cas où il n’est pas possible de leur substituer un national. Il considère que le rôle des militaires de l’Assistance technique doit être essentiellement de conseil et de formation et non de décision et de responsabilité. Kamé Samuel fera les mêmes recommandations au niveau africain lorsqu’il sera promu vice-président du pacte de défense de l’Union africaine et malgache (UAM).

### Vice-président de l'UAM

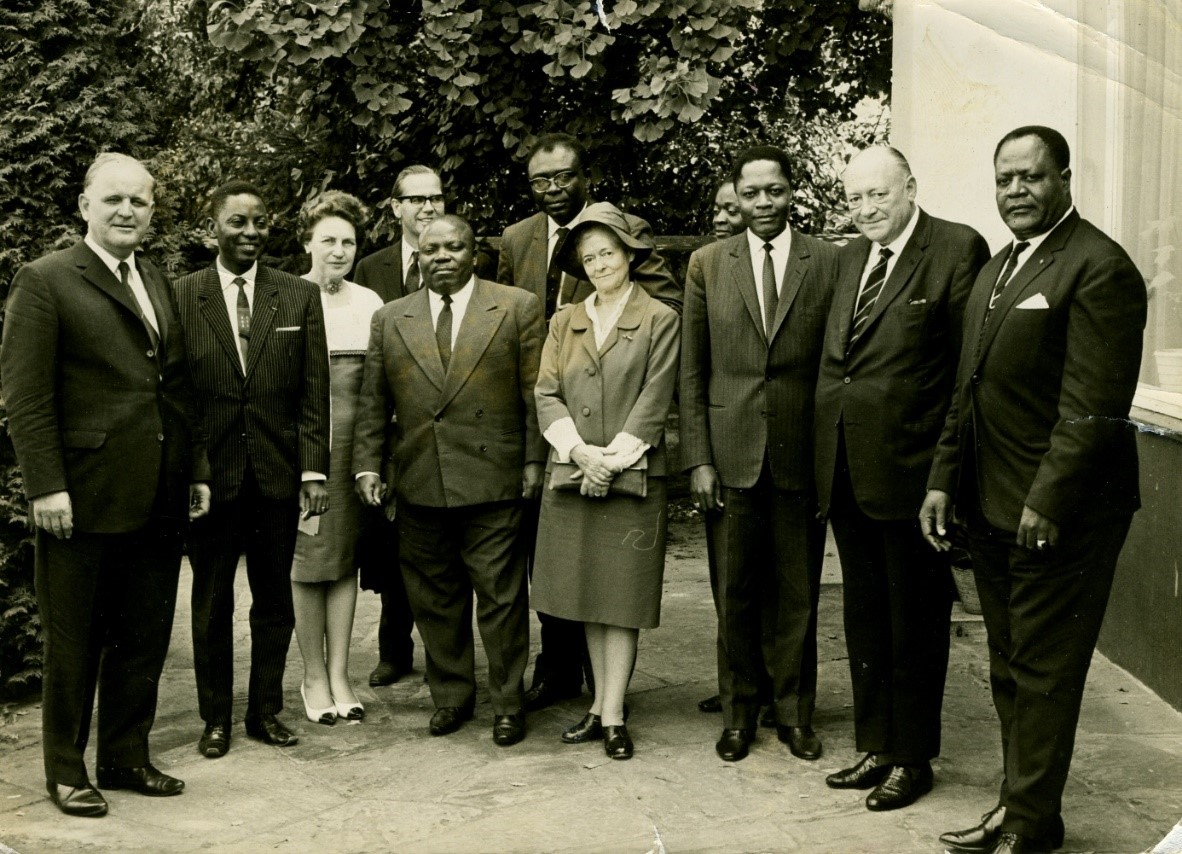
Kame Samuel - Konrad Adenauer.

La 3e conférence des chefs d’État africains d’expression française, qui se tient à Yaoundé du 26 au 30 mars 1961, adopte le traité créant l’Organisation africaine et malgache de coopération économique (OAMCE). Cette Conférence rassemble douze chefs d’État africains : Ahmadou Ahidjo (Cameroun), David Dacko (Centrafrique), Moktar Ould Daddah (Mauritanie), Hamani Diori (Niger), Félix Houphouët-Boigny (Côte d’Ivoire), Hubert Maga (Dahomey), Léon Mba (Gabon), Léopold Sédar Senghor (Sénégal), François Tombalbaye (Tchad), Philibert Tsiranana (Madagascar), Maurice Yaméogo (Haute-Volta), Fulbert Youlou (République du Congo).
La 4e conférence des chefs d’État africains d’expression française s’ouvre à Tananarive (Madagascar) le 6 septembre 1961. Kamé Samuel est missionné par le président Ahmadou Ahidjo pour contribuer à la rédaction du texte qui se prépare au sujet de la sécurité commune des États membres de l’OAMCE. Au terme de la conférence de Tananarive, neuf conventions et protocoles concernant les affaires économiques financières et juridiques sont adoptés. Les douze États membres de l’OAMCE créent par ailleurs l’Union africaine et malgache (UAM) pour affirmer leur solidarité et organiser leur coopération en matière de politique extérieure. La charte de l’UAM qui est adoptée à cette occasion précise en effet que le but de l’organisation ainsi créée est « d’organiser dans tous les domaines de la politique extérieure, la coopération entre ses membres afin de renforcer leur solidarité, d’assurer leur sécurité collective, d’aider à leur développement et de maintenir la paix en Afrique, à Madagascar et dans le Monde ». Pour atteindre ce but, l’UAM adopte un pacte de défense et une « convention générale relative à la représentation diplomatique ».
Pour mettre en œuvre les dispositions prévues dans le pacte de défense de l’UAM, les États membres créent un conseil supérieur du pacte dont l’organisation et les missions sont comparables à celle du conseil supérieur de défense du Cameroun (Art. 12). De tous les États membres de l’UAM, c’est en effet au Cameroun que l’organigramme de la défense nationale prévoit d’une part, un ministère des Forces armées, et d’autre part, un conseil supérieur de la défense nationale. Le conseil supérieur du pacte de défense de l’UAM est composé des délégués plénipotentiaires des États membres (1 délégué par État). Il est dirigé par un président secondé par deux vice-présidents. C’est l’organe exécutif de l’UAM en matière de défense, la politique de défense de l’UAM étant définie par les chefs d’État et de gouvernement.
Un secrétariat permanent du pacte est également créé (Art. 13). Il est placé « à la disposition du conseil supérieur, en vue d’assurer la continuité et la rapidité de ses travaux ainsi que la préparation de ses sessions ». Le siège du conseil supérieur du pacte de défense de l’UAM s’établit à Ouagadougou en Haute-Volta. Son secrétaire permanent est, en 1962, le Voltaïque Safo Albert Balima. Après la mise en place du pacte de défense de l’UAM, Kamé Samuel est nommé vice-président du conseil supérieur du pacte de défense le 14 février 1962. À la même période, le président du conseil supérieur du pacte de défense est Mamadou Dia, chef de gouvernement et ministre sénégalais de la Défense nationale. Kamé Samuel occupe cette fonction au conseil supérieur du pacte jusqu’à la conférence de Ouagadougou qui s’ouvre le 5 mars 1963.

## Engagement et carrière politiques
Par une décision administrative en date du 21 janvier 1959, Xavier Torre, le Haut-Commissaire de la République française au Cameroun, met Kamé Samuel, administrateur de la France d’Outre-mer, à la disposition du Premier ministre, chef du gouvernement camerounais, à compter du 1er janvier 1959.
Jusqu’à cette date, le statut d’administrateur de la France d’Outre-mer de Kamé Samuel l’empêche d’avoir une activité officielle dans un parti politique. À partir de l’année 1959, où le statut d’autonomie interne de l’État du Cameroun entre en vigueur, et que tous les fonctionnaires en service au Cameroun sont dorénavant placés sous l’administration et l’autorité du gouvernement camerounais, l’engagement politique de Kamé Samuel auprès du Premier ministre Ahmadou Ahidjo devient public. Au 3e congrès de l’Union camerounaise (UC), parti politique créé par Ahmadou Ahidjo en 1958, qui se tient à Maroua du 22 au 25 septembre 1960, Kamé Samuel apparaît pour la première fois dans une instance organisationnelle d’un parti. Il est en effet membre du bureau qui assure le secrétariat permanent de ce congrès. Au terme du congrès de Maroua, Kamé Samuel n’est ni membre du comité directeur de l’UC, ni membre de son bureau exécutif.

### Conseiller de l’Union camerounaise (UC)
Dix mois plus tard, lorsque Kamé Samuel intervient au premier stage de formation des responsables de l’UC organisé à Yaoundé du 1er au 6 août 1961, c’est avec le titre de conseiller auprès de l’instance chargée de l’organisation du parti. Il apparaît à l’issue de ce stage de formation comme l’un des principaux inspirateurs des choix fondamentaux du parti. En fait, à partir de ce stage de formation, Kamé Samuel est affublé du titre « d’idéologue » de l’UC aussi bien par les membres de ce parti, que par ses contempteurs.
Au 4e congrès de l’UC qui se tient en 1962 à Ebolowa du 4 au 8 juillet, Kamé Samuel fait son entrée au sein du bureau exécutif et du conseil national du parti. Ce congrès se tient alors qu’une  dynamique de constitution d’un « grand parti unifié » est en cours au Cameroun. En effet, le 27 avril 1962, le président Ahmadou Ahidjo et le vice-président de la République John Ngu Foncha publient un communiqué conjoint dans lequel ils annoncent d’une part, la formation à l’assemblée nationale fédérale du Cameroun d’un « groupe d’unité nationale », et d’autre part, la constitution d’un comité de coordination entre leurs deux partis politiques (UC et Kamerun National Democratic Party (KNDP)). Le communiqué est assorti d’un appel adressé aux autres partis politiques et à l’ensemble des Camerounais. Pour le président Ahmadou Ahidjo, la réalisation du « parti unifié » au Cameroun commence par la réalisation du « parti unique » au Cameroun oriental. Ce dernier processus doit se faire à son esprit par le sabordage des autres partis du Cameroun oriental au sein de l’Union camerounaise.
Après l’appel conjoint UC-KNDP du 27 avril 1962, le bureau exécutif élargi de l’UC se réunit à Yaoundé le 13 mai 1962 et constate l’échec de l’initiative du 27 avril. C’est Kamé Samuel qui prépare l’argumentaire politique qui inspire le communiqué final de cette réunion. Dans ce communiqué en date du 17 mai 1962, le bureau élargi de l’UC constate le rejet de cette proposition par les autres partis politiques, rappelle l’exigence de la construction et du renouveau national, et réaffirme son attachement au projet de « parti unifié » : « L’UC est prête à accueillir, comme elle le fait déjà, tout individu, toute personnalité ou tout parti qui estime comme elle, que le moment est venu de rassembler toutes les forces du pays pour l’édification de notre Patrie, et montrer ainsi à la face du monde qu’après les divergences de vues qui nous ont si souvent divisés, nous savons tirer la force de l’union.»

### Commissaire à l’arbitrage
Au terme du 4e congrès de l’UC, Samuel Kamé rentre au Bureau exécutif comme commissaire à l’arbitrage. Il lui est par ailleurs confié la mission de forger l’identité du parti au moment où l’agglomération de composantes anciennement rivales peut subvertir son message et ses choix idéologiques. Au mois de juin 1966, le président Ahmadou Ahidjo convoque une conférence rassemblant, entre autres, John Ngu Foncha, vice-président de la République, Augustine Ngom Jua (Premier ministre du Cameroun occidental), Simon Pierre Tchoungui (Premier ministre du Cameroun oriental). À l’issue de cette conférence, les participants décident : « de renforcer l’unité nationale par la fusion de leurs quatre partis dans un seul parti national unifié dénommé Union nationale camerounaise (UNC)… ».

### Secrétaire politique de l'UNC
Un comité directeur provisoire de trente membres présidé par le président Ahmadou Ahidjo est constitué pour concevoir et mettre en place les structures du nouveau parti. Il est décidé que les quatre partis qui participent aux différents gouvernements de la République fédérale du Cameroun (UC, KNDP, Cameroon Peoples National Congres (CPNC), Cameron United Congres (CUC)) convoquent des congrès extraordinaires avant le 31 août 1966 à l’effet de ratifier les mesures prises, d’approuver les statuts de l’UNC, et de prononcer leur dissolution au profit de l’UNC.
Kamé Samuel est officiellement chargé de rédiger les statuts de l’UNC. Le comité directeur provisoire de l’UNC se réunit ensuite le 23 juillet 1966 à Yaoundé pour adopter les statuts de l’UNC. Il fixe par ailleurs au 1er septembre 1966 la date d’existence légale de l’UNC. Il rend enfin publique la composition du bureau du comité directeur provisoire de l’UNC :
- Ahmadou Ahidjo, président national ;
- John Ngu Foncha, vice-président ;
- Simon-Pierre Tchoungui, vice-président ;
- Kamé Samuel, secrétaire politique ;
- Nzo Ekhah Nghaky, secrétaire adjoint, chargé de la Presse, de l’Information et de la propagande ;
- Moussa Yaya Sarkifada, secrétaire adjoint, chargé des Affaires féminines, syndicales et sociales ;
- Emmanuel Egbe Tabi, secrétaire adjoint, chargé de la Jeunesse ;
- Jean Ekwabi Ewane, secrétaire adjoint, chargé de l’Administration ;
- Sanda Oumarou, trésorier ;
- Henry Elangwe, trésorier adjoint.

Comme secrétaire politique du comité directeur provisoire de l’UNC, il revient à Kamé Samuel de mener à bien le projet du « grand parti national unifié » dans sa phase finale. C’est une décision naturelle et logique au regard de sa contribution dans la conceptualisation de ce projet.

### Création de l’UNC

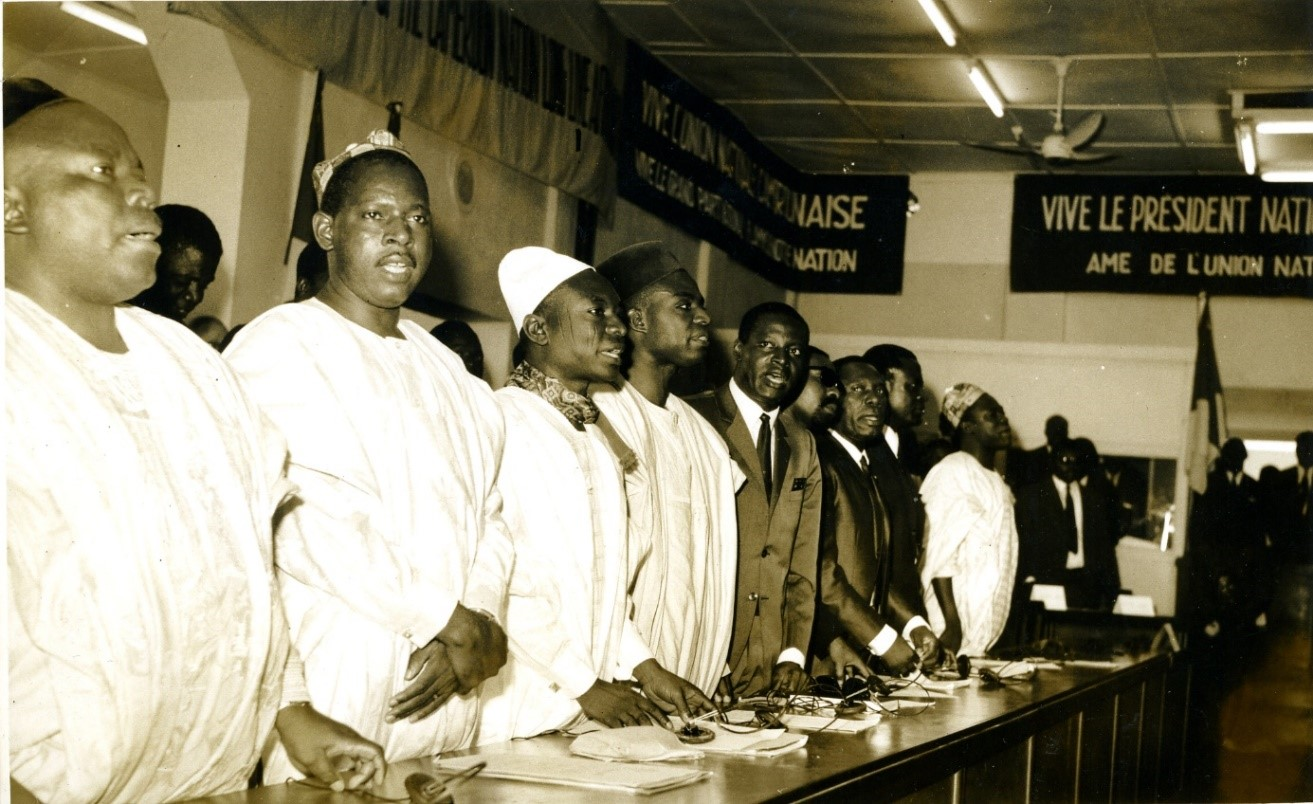
First National Council UNC, en 1967.

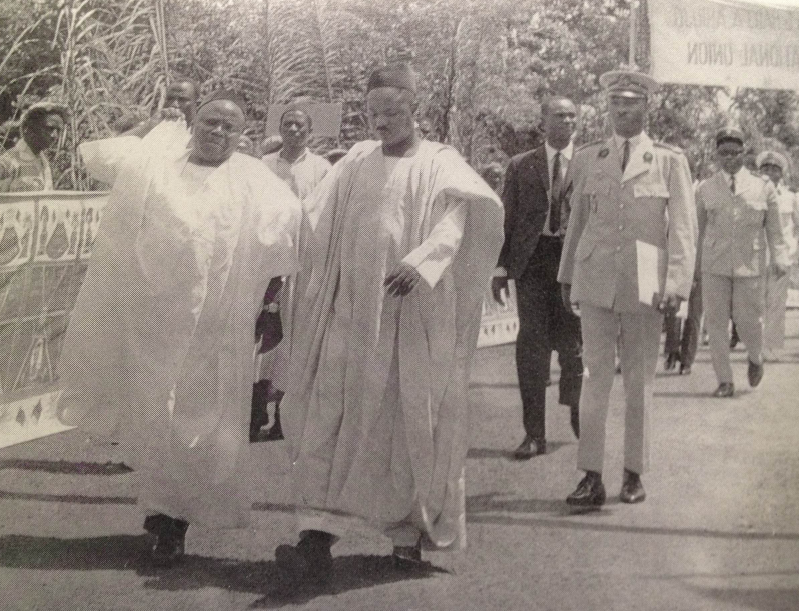
Ahmadou Ahidjo et Kamé Samuel, en 1967.

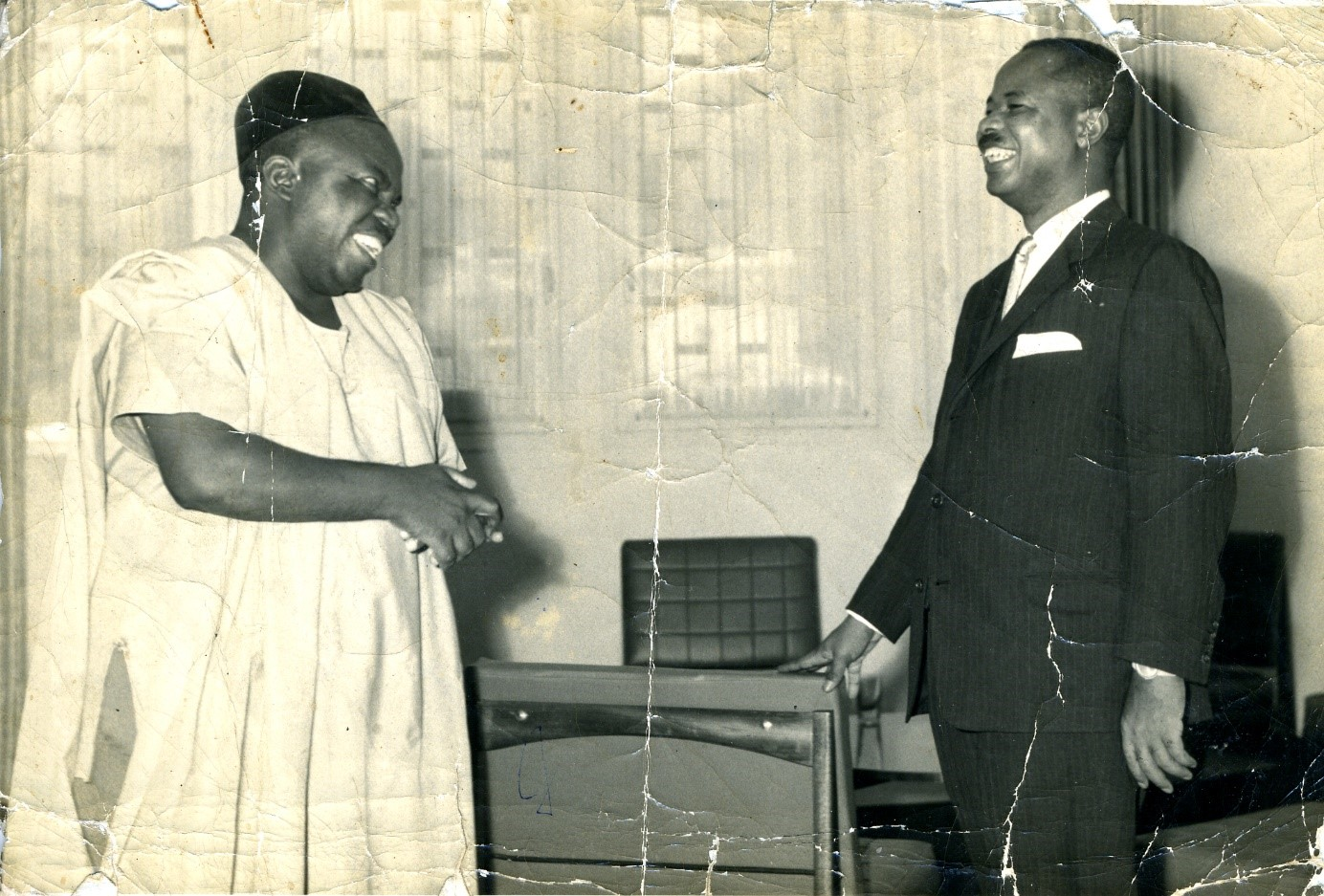
Kamé Samuel et Ahmadou Ahidjo.

Du 5 au 6 août 1966, le CUC se réunit en congrès extraordinaire à Bamenda pour approuver les statuts de l’UNC et prononcer sa dissolution au profit du nouveau parti. Les 12 et 13 août 1966, le KNDP, réuni en congrès extraordinaire à Kumba en fait autant. Le 21 août 1966 c’est l’UC qui prononce sa dissolution au profit de l’UNC dans le cadre d’un congrès extraordinaire à Yaoundé. Du 27 au 28 août 1966 à Buea, c’est le CPNC qui en fait autant.
Le 1er septembre 1966, l’UNC a une existence légale au Cameroun. Kamé Samuel a de nouveau la mission de forger son identité politique et de développer son implantation sur l’ensemble du territoire national. Le président Ahmadou Ahidjo achève, à travers l’UNC, une réalisation politique qu’il juge fondamentale pour l’approfondissement de l’unité nationale : « […] Notre grand sujet de satisfaction, sur le plan interne, vient principalement du renforcement de notre unité nationale par la création de l’Union nationale camerounaise qui assurera à la vie politique du pays, dans une conception réaliste et dynamique, une base à la dimension de notre Fédération, un champ d’action où tout citoyen, conscient de ses responsabilités politiques, pourra, loin des rivalités partisanes stériles et des surenchères démagogiques, participer utilement, dans un esprit de libre et franche confrontation, à la construction nationale. [...]. »
Après le démarrage officiel des activités de l’UNC, Kamé Samuel engage la rédaction de la Charte et du Règlement intérieur du parti. Ces textes sont adoptés au congrès de Garoua au mois de mars 1969. Durant le premier semestre de l’année 1967, Kamé Samuel supervise l’organisation et l’implantation des organes de l’UNC au Cameroun occidental. Il coordonne également les élections législatives du 31 décembre 1966 au Cameroun occidental ainsi que les élections municipales des mois de mai et juin 1967 sur tout l’ensemble du territoire. C’est en effet à l’occasion de ces scrutins que l’UNC est amenée, pour la première fois, à investir des candidats sur une liste unique.
Le 1er congrès de l’UNC se tient du 10 au 15 mars 1969 à Garoua. À son terme, Kamé Samuel est membre de son Bureau politique avec le titre de secrétaire à l’organisation. Le Bureau politique est alors l’organe suprême qui assiste le président national dans la conduite du parti. C’est, à titre d’illustration, le bureau politique de l’UNC qui statue en dernier ressort sur la composition des listes de candidatures aux différentes consultations électorales.
Kamé Samuel quitte le Bureau politique de l’UNC au mois de mars 1985, lorsque ce parti devient le Rassemblement démocratique du peuple camerounais (RDPC) à l’initiative du président Paul Biya, successeur du président Ahmadou Ahidjo à la présidence de la République du Cameroun depuis le 6 novembre 1982.

## Réflexions et convictions politiques
Les réflexions et les convictions politiques de Kamé Samuel sont connues. Il les a en effet largement exprimées au cours de plusieurs assises de l’Union camerounaise puis de l’Union nationale camerounaise. Au premier séminaire de formation de l’UC au mois d’août 1961, Kamé Samuel fait deux exposés sur les sujets suivants : l’Union camerounaise doit-elle être un parti d’élite ou un parti de masse ? La mobilisation des masses et les adversaires politiques. Ces deux exposés ont suscité beaucoup de controverses. Quelques extraits de ces deux textes sont souvent exhibés pour étayer l’accusation de régime « fasciste » qui est faite au régime politique du président Ahmadou Ahidjo par ses opposants.

### Conception du militantisme
Dans le traitement de ce premier sujet, Kamé Samuel effectue une analyse scientifique de la notion de « parti politique » en s’appuyant sur les travaux de Maurice Duverger sur ce thème. Kamé Samuel achève ce premier exposé devant les responsables de son parti politique dans la matinée du 4 août 1961 en affirmant que l’UC doit être un parti de masse au sens où, écrit-il : « nous devons mobiliser les masses camerounaises pour construire notre pays dans le cadre de notre Plan quinquennal et pour combattre des adversaires qui, retranchés derrière une intransigeance criminelle, figent notre pays dans une position où il ne peut se complaire sans s’exposer à une mort fatale. » Le thème du « parti politique » apparaît rétrospectivement comme son sujet de prédilection. Dans ses exposés sur ce thème, Kamé Samuel s’inspire essentiellement du livre de Maurice Duverger intitulé Les Partis politiques, dont la première édition est parue en 1951 à la libraire Armand Colin. Au 1er conseil national de l’UC, qui se tient à Yaoundé du 14 au 20 avril 1963, le sujet de son intervention est « La fidélité au régime et la fidélité au parti ». Au 2e séminaire de formation des cadres de l’UC qui se tient à Yaoundé du 15 au 23 juin 1964, l’intitulé de son intervention est « Le parti politique ». Trois ans plus tard, au 1er conseil national de l’UNC qui se tient à Yaoundé du 5 au 8 novembre 1967, le titre de son sujet est une fois de plus « Le parti politique ». Kamé Samuel est incontestablement reconnu au sein des dirigeants de l’UC puis de l’UNC comme le spécialiste de ce sujet.
Kamé Samuel expose sur le 2e sujet, Les adversaires politiques, dans l’après-midi du 4 août 1961. Dans son développement, il souligne l’importance, pour une formation politique, de connaître ses adversaires. À ce sujet, deux points lui semblent primordiaux : la connaissance de la doctrine de l’adversaire politique et la connaissance de son mode opératoire. Pour lui, c’est de la connaissance de la doctrine des adversaires politiques qu’on forge mieux l’argumentaire pertinent pour les combattre sur le plan politique. Il illustre cette évidence par une brève revue épistémologique marxiste et capitaliste, et par cette observation : « Lorsque le marxiste veut attaquer la religion, c’est de la Bible qu’il tire le plus puissant de ses pamphlets. » Sur le mode opératoire, il constate que la rhétorique est l’arme la plus redoutable et la plus efficace utilisée par les adversaires politiques. Il recommande d’utiliser la même arme à rebours pour contrer les adversaires politiques. Pour étayer ses recommandations sur ce point, il observe entre autres que : « Pour ruiner le capitalisme, Marx et Engels ont condensé dans le « Manifeste du Parti communiste » leur doctrine en formules percutantes. » Il observe ensuite qu’après la rhétorique, la lutte armée est le deuxième moyen pour combattre les adversaires politiques. Dans son propos, c’est cette arme « affreuse » qui est utilisée à l’époque par certains de ceux qui combattent son parti. Il avait en effet terminé son exposé de la matinée par ces propos : « Ces adversaires, leur intransigeance, la lutte à laquelle ils nous contraignent, feront l’objet de notre prochaine causerie, de notre causerie de cet après-midi. ». »
Face à l’intransigeance politique des adversaires de l’UC, Kamé Samuel recommande dans son exposé aux stagiaires de son parti d’opposer, d’une part, la même intransigeance politique en réaffirmant inlassablement les positions du parti et les thèmes fondamentaux qui inspirent son action, et d’autre part, une contre-propagande destinée entre autres à les déconsidérer. Face à la lutte armée à laquelle les adversaires de l’UC le contraignent, Kamé Samuel recommande à son parti de ne pas hésiter, en raison de leurs méthodes terroristes et pour des raisons d’efficacité militaire, à constituer des milices de jeunes en s’inspirant des méthodes et du mode opératoire que les partis de type fasciste ont historiquement utilisés: « répéter les thèmes de l'adversaire, l'attaquer, le discréditer, le ridiculiser en répandant des histoires, créer un climat de force, avec des milices des deux sexes, et ne pas hésiter à copier les méthodes fascistes, avec squads, sections,  compagnies, bataillons, régiments, divisions »,,. Cet exposé de Kamé Samuel a suscité de nombreuses critiques. Il est souvent présenté comme l’illustration du caractère « fasciste » du régime politique d’Ahmadou Ahidjo.
Dans son livre intitulé L’État au Cameroun, paru aux Presses de la Fondation Nationale des Sciences Politiques en 1984, évoquant la réponse préconisée par l’UC pour lutter contre le terrorisme qui sévit à l’époque au Cameroun, Jean-François Bayart écrit ceci en note de bas de page 203-no 43 : « Le plus explicite en ce domaine fut M. Kamé, devant le premier séminaire de l’Union camerounaise en 1961. Son exposé (« L’UC doit-elle être un parti de masse ou un parti d’élite : la mobilisation des masses ; les adversaires politiques ») in Union camerounaise, 1er stage de formation des responsables de l’Union camerounaise, du 1er au 6 août 1961, s.l., s.d. [1961]) a souvent été utilisé par les opposants au régime de M. Ahidjo pour en démontrer la nature « fasciste ». Non sans une once de mauvaise foi : M. Kamé, dans son exposé, se voulait objectif et scientifique, s’appuyant implicitement, comme dans ses autres interventions, sur l’œuvre de M. Duverger ; il citait effectivement le modèle des formations fascistes mais pour y assimiler l’UPC, et parlait également des partis communistes. En définitive, il n’y avait que ses considérations sur les techniques d’encadrement et de propagande qui étaient quelque peu compromettantes : M. Kamé appelait l’Union camerounaise à « faire prédominer son « climat de force » » (Ibid., p. 108), tout comme M. Moussa Yaya avait invité les « ucistes », lors du congrès de Maroua, à « créer chez nous la cohésion et l’enthousiasme, chez nos ennemis le désordre et la peur (« Rapport du secrétaire général du comité directeur » in Union camerounaise, IIIe congrès du parti politique de l’Union camerounaise tenu à Maroua les 22, 23, 24 et 25 septembre 1960, Alençon, Imprimerie alençonnaise, s.d. [1960]). »

### Conception du régime politique
La conception du régime politique promu par Kamé Samuel a également aussi souvent fait débat. Au 1er conseil national de l’UC qui se tient à Yaoundé du 14 au 20 avril 1963, Kamé Samuel donne sa conception du régime politique dans le cadre d’un exposé qu’il fait sur le thème suivant : « La fidélité au Régime et la fidélité au Parti. » Pour lui, l’œuvre de « construction nationale » est la mission impérative et prioritaire des partis politiques des jeunes États africains. Cette mission n’est pas à son esprit une exigence idéologique. Elle leur est conférée, dit-il dans son exposé, par l’histoire handicapante de la colonisation et de la décolonisation de l’Afrique.
Pour remplir efficacement leur mission de « construction nationale », Kamé Samuel recommande aux partis politiques qui gouvernent dans les jeunes États africains, d’une part, d’adopter le mode d’organisation des partis de type socialiste qui repose essentiellement sur la mobilisation et l’encadrement des masses, et d’autre part, de s’assurer de pouvoir compter sur la fidélité des membres. D’après lui, « […] aucun encadrement, aucune mobilisation efficace ne peuvent être assurés par des individus non seulement aux opinions différentes les unes des autres, mais opposés les uns aux autres. »
Avec un parti qui a la capacité de mobiliser et d’encadrer des masses, et dont les membres lui sont fidèles, le régime politique, n’est plus à l’esprit de Kamé Samuel que « l’expression institutionnelle » du parti. En d’autres termes, le régime n’a plus qu’une fonction instrumentale dans le système politique : « Le régime, c’est-à-dire la forme, la nature des institutions publiques, apparaît ainsi comme étant la superstructure du Parti. En d’autres mots, le régime apparaît comme moyen, instrument d’action publique du Parti. Pour prendre quelques exemples concrets, c’est le parti qui investit et fait élire les députés qui élaborent les lois de l’État. C’est le parti qui investit et fait élire les Conseillers municipaux qui élaborent les règlements des collectivités locales. C’est le parti qui investit et fait élire le chef de l’État. Le parti se confond ainsi avec le régime. Le régime est ainsi conçu comme étant intégralement une organisation chargée de faire triompher l’idéal du parti. Il fait triompher cet idéal, c’est-à-dire qu’il l’exprime en réalisations pratiques grâce aux moyens d’action dont il dispose : administrations de tous ordres (administration générale, justice, police) et tout ce que les juristes appellent Services extérieurs de l’État (Enseignement, Santé, Postes et Télécommunications, Travaux Publics, etc.) […]. »
Ainsi le parti se confond avec le régime. Kamé Samuel en déduit que la fidélité à l’un implique nécessairement la fidélité à l’autre.
Le message de Kamé Samuel dans cet exposé s’adresse implicitement aux nouveaux adhérents de l’UC. Ils doivent, d’après lui, être fidèles au parti. La fidélité que l’UC attend d’eux doit se manifester dans leur « militantisme ardent », c’est-à-dire pour lui, dans le respect et la foi dans les textes organiques et politiques du parti, dans la confiance accordée à ses instances dirigeantes, dans la participation active aux activités du parti lesquelles sont toutes orientées vers « l’édification de la Nation camerounaise ». Il précise enfin que ce militantisme n’exclut pas la critique car dit-il, « Tous les esprits sains savent que la critique est le génie de la perfection. »

### Promotion du parti unique
La promotion du modèle de parti unique en Afrique est aussi l’une des positions politiques de Kamé Samuel qui a suscité des controverses. Au 2e séminaire de formation des responsables de l’UC qui se tient à Yaoundé du 15 au 23 juin 1964, Kamé Samuel intervient après le discours d’ouverture du président Ahmadou Ahidjo sur son sujet de prédilection : Le parti politique. Dans le cadre de cette assise, l’objectif de Kamé Samuel est, à travers le traitement de ce sujet, d’étayer l’argumentaire favorable au parti unique.
Pour Kamé Samuel, il n’existe pas de classes sociales (au sens marxiste du terme) en Afrique et il est heureux qu’il en soit ainsi d’après lui, dans la mesure où cela facilite la mobilisation et l’encadrement des peuples africains. Il dit cecI « L’un des objectifs les plus impérieux des dirigeants africains, l’un des objectifs essentiels de leur politique doit consister à éviter à l’Afrique indépendante le spectre des classes sociales et des luttes qu’inévitablement elles impliquent. »
Il indique dans la suite de son développement que pour être effective et efficace, l’indépendance impose aux dirigeants africains un devoir d’éducation de leurs populations pour qu’elles soient conscientes de leurs droits et de leurs obligations politiques. Pour ce faire, dit-il, il faut à la fois mobiliser les peuples africains autour du puissant mythe fédérateur de la « construction nationale » et non autour d’idéologies élaborées de toutes pièces ; et encadrer ces peuples dans des grands partis politiques. Il considère que le multipartisme, par nature, engendre un régime de compromis qui ne garantit pas la réalisation de l’œuvre impérative de « construction nationale » en Afrique. Il affirme ceci à ce sujet : « Je vous ai déjà dit que pour les jeunes États indépendants, la construction nationale est un mythe. Pour effectuer cette œuvre dans des conditions satisfaisantes, il faut préalablement affronter un certain nombre de problèmes. Beaucoup de ces États doivent en effet réaliser l’Unité nationale en combattant et en faisant disparaître les particularismes tribaux. Beaucoup d’entre eux encore, sinon presque tous, voient les problèmes posés par leurs crises de croissance compliqués par une subversion internationale. Comme vous le voyez, les dirigeants de nos jeunes États d’Afrique ont à résoudre des problèmes dont l’urgence et la complexité exigent une intelligence, un courage et des qualités morales exceptionnelles. On ne peut pas bâtir des Nations avec des institutions de compromis. Les États d’Afrique ne seront bâtis solidement que si les peuples africains unanimement s’attèlent à cette tâche avec une foi inébranlable, une ardeur sans défaillance. Seules ces dispositions d’esprit seront génératrices d’œuvres salutaires et durables. »
C’est pour toutes ces raisons, dit-il, que les jeunes États indépendants d’Afrique doivent adopter le modèle de parti unique.

### Modelage institutionnel du Cameroun
Le président Ahmadou Ahidjo a associé Kamé Samuel à toutes les initiatives politiques importantes relatives à la fondation institutionnelle du Cameroun indépendant. Deux de ces initiatives sont emblématiques :
- les travaux du comité constitutionnel consultatif de janvier 1960 ;
- les travaux de la conférence constitutionnelle de Foumban au mois de juillet 1961.

L’analyse des interventions de Kamé Samuel à ces deux assises permet, non seulement de mieux cerner ses convictions politiques, mais également d’évaluer concrètement sa contribution au modelage institutionnel du régime politique camerounais.

### Travaux
Durant toutes les séances du comité consultatif constitutionnel au mois de janvier 1960, tous les amendements proposés ou cosignés par Kamé Samuel sont systématiquement rejetés. Ils traduisent en effet sa préférence pour un régime présidentiel, alors que la majorité des membres du comité et les conseils français d’Ahmadou Ahidjo, et notamment Jacques Rousseau, le commissaire du gouvernement, préconisent l’institution au Cameroun d’un régime parlementaire. À la clôture des travaux du comité, Kamé Samuel engage un véritable bras de fer avec les conseillers du Premier ministre qui soutiennent le texte issue des travaux du comité constitutionnel consultatif.
Le projet de constitution que le gouvernement Ahmadou Ahidjo soumet finalement à référendum le 21 février 1960 consacre le présidentialisme et la fin du parlementarisme au Cameroun. La plupart des options prônées par Kamé Samuel dans ses amendements sont en définitive retenues dans le texte constitutionnel que le Premier ministre Ahmadou Ahidjo soumet le 21 février 1960 à référendum.
Peu de temps après les travaux du comité consultatif constitutionnel et l’adoption le 21 février 1960 par référendum de la Constitution de la République du Cameroun, la perspective de l’institutionnalisation de la réunification avec le Cameroun méridional administré par la Grande-Bretagne sollicite de nouveau les dirigeants de la République du Cameroun pour une réflexion constitutionnelle. Il est question de réfléchir sur la Constitution qu’il faudra de nouveau rédiger et adopter si les plébiscites prévus au mois de février 1961 débouchent, comme cela est prévisible à l’époque, sur la réunification.
Dans la réflexion constitutionnelle qui s’engage au 2e semestre de l’année 1960, le principe de la création d’une fédération est acquis. Il est aussi acquis que la rédaction effective d’une constitution ne peut être engagée qu’une fois connus les résultats des plébiscites à venir, et en particulier ceux du Cameroun septentrional. La réflexion engagée porte sur les grandes lignes que pourrait revêtir une constitution fédérale commune en particulier à la République du Cameroun et au Cameroun méridional. Kamé Samuel est l’un de ceux qui participent à la rédaction de l’avant-projet de Constitution fédérale proposée par la République du Cameroun lors de la Conférence de Foumban. Sa conviction sur la nécessité d’un régime présidentiel au Cameroun n’a pas changé.
Kamé Samuel revient de Foumban avec la conviction que l’amendement suggérant l’élection du président de la République au suffrage universel renforcera le caractère présidentiel du régime politique camerounais. La proposition de la délégation du Cameroun méridional relative au droit de sécession d’un État de la fédération l’inquiète malgré la solution retenue en définitive d’introduire une clause constitutionnelle excluant cette éventualité. Il s’inquiète aussi de la proposition relative à une double nationalité (nationalité pour l’État fédéral, nationalité pour l’État fédéré). Pour lui, la nation camerounaise est un rassemblement de citoyens et non une association de communautés, qu’elles soient tribales ou étatiques. Il considère que l’œuvre de construction nationale qu’ils se sont assignés peut être entravée par une entité fédérée autonomiste et non coopérative. Il semble aussi acquis pour le président Ahmadou Ahidjo, dès cette période, que le choix de la fédération est une nécessité politique circonstancielle qu’il faudra dépasser. L’objectif du dépassement de l’expérience fédérale se renforce à l’esprit de Kamé Samuel après le déclenchement de la guerre du Biafra à la fin du mois de mai 1967.

### Préférence pour un régime présidentiel
Dans sa préférence pour un régime présidentiel, Kamé Samuel indique qu’il a le souci de l’efficacité gouvernementale dans une conjoncture politique troublée par des actes de terrorisme caractérisé. Ayant séjourné en France entre 1947 et 1957, il a pleinement vécu la paralysie gouvernementale sous la IVe République. Il en a tiré la conviction qu’un régime présidentiel est un gage de stabilité et d’efficacité gouvernementale. C’est la position qu’il a défendue sans succès au sein du comité consultatif constitutionnel.

## Identité politique

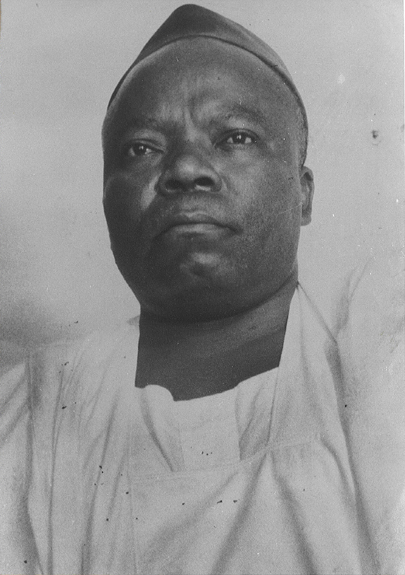
Kame Samuel, en 1980.

À l’analyse de ses prises de positions politiques, les traits significatifs de l’identité politique de Kamé Samuel, qui sont finalement ceux de l’Union nationale camerounaise sont les suivants :
- l’exigence de l’unité nationale,
- l’exigence de l’unité de l’État,
- la promotion d’un État puissant (au sens de puissance publique), nationaliste et planiste.

L’exigence de l’unité nationale est une exigence ancienne et de tout temps consensuelle sur l’échiquier politique du Cameroun. Elle remonte en effet à la partition administrative du Cameroun effectuée par la France et la Grande-Bretagne lors de la Première Guerre mondiale.
L’exigence de l’unité de l’État affirmée par les dirigeants l’UNC est plus récente et plus controversée. Elle renvoie à leur conception de la nation camerounaise qui, pour eux, doit regrouper des citoyens et non des communautés tribales ou étatiques qui peuvent avoir des velléités sécessionnistes. Cette exigence de l’unité de l’État renvoie aussi au centralisme caractéristique sur le plan historique de l’administration française. Les dirigeants de l’UNC ont été majoritairement imprégnés de cette tradition. Enfin, cette exigence de l’unité de l’État est aussi et surtout pour les responsables de l’UNC un gage d’autorité et d’efficacité de l’État comme instrument de réalisation de l’unité nationale. C’est donc aussi une exigence d’autorité et d’efficacité gouvernementale. Cette inclination s’explique par la conjoncture de violence dans laquelle s’est inscrite l’indépendance du Cameroun sous administration française. L’unicité du centre de décision et la concentration du pouvoir se sont révélées comme des atouts décisifs dans cette conjoncture de crise violente.
Sur ce point, l’extrait ci-dessous synthétise l’esprit des dirigeants de l’UNC, dont celui de Kamé Samuel. Il s’agit d’un extrait du discours que le président Ahmadou Ahidjo prononce le 22 janvier 1971 à Yaoundé à l’ouverture du 2e conseil national de l’UNC : « Dans la période actuelle de l’histoire de notre pays, nos tâches principales demeurent, de toute évidence, l’édification d’une nation qui soit authentiquement une patrie pour tous les Camerounais et la promotion, dans la justice et l’harmonie, d’un progrès rapide dans les domaines économique, social et culturel. Compte tenu des conditions dans lesquelles elles s’exercent, le succès de ces tâches fondamentales exige à la fois un État fort capable de maintenir l’ordre et de garantir la paix sociale et la participation active de la population, c’est-à-dire, en dernière analyse, une démocratie appelant la libre adhésion de tous mais conduisant néanmoins le développement avec fermeté et efficacité. »

## Retraite politique
Kamé Samuel se retire de la vie politique à la suite de la démission du président Ahmadou Ahidjo au début du mois de novembre 1982. Au mois d’octobre 1991, il est convié par le président Paul Biya à la Conférence tripartite qui permet de sortir le Cameroun de la crise politique qui précède le rétablissement du pluralisme politique. Kamé Samuel décède le 25 mai 1998 à Douala à l’âge de 71 ans.